# Theodore Robinson
Theodore Robinson (Irasburg, 3 luglio 1852 – New York, 2 aprile 1896) è stato un pittore statunitense, celebre per i suoi paesaggi impressionisti. Fu uno dei primi artisti americani a sposare interamente l'impressionismo verso la fine degli anni 1880. Le sue frequentazioni di Claude Monet furono intense e determinanti. Molte sue tele sono considerate capolavori dell'impressionismo americano.

## Biografia
Theodore Robinson nacque in un piccolo borgo rurale nel Vermont,  ma la sua famiglia, poco dopo la sua nascita, andò a stabilirsi a Evansville, nel Wisconsin. Per questo il giovane Theodore iniziò i suoi studi d'arte all' "Art Institute of Chicago" nel 1869. L'anno seguente soggiornò a Denver, nel Colorado, presso le Montagne Rocciose, per alleviare le sue crisi d'asma.

Nel 1874, trasferitosi a New York, frequentò sia la "National Academy of Design" che la "Art Students League".

Nel 1876 partì per Parigi. Divenne allievo di Carolus-Duran e di Jean-Léon Gérôme alla Scuola di Belle arti di Parigi. Dipinse i suoi primi quadri nel 1877 e trascorse l'estate a Grez-sur-Loing. Due anni dopo, avendo visitato a più riprese Venezia e Bologna, rientrò negli Stati Uniti e vi rimase per cinque anni. Durante questo periodo adottò lo stile realista e ritrasse per lo più soggetti umani intenti ad attività agricole o domestiche.
Nel 1884 Robinson tornò in Francia, dove rimase per otto anni, intercalati da brevi soggiorni in America.  Frequentò assiduamente Giverny, in Normandia, dove aveva fondato, assieme a Willard Metcalf una piccola colonia di pittori americani impressionisti seguaci di Monet. Di tutti questi artisti Robinson fu certamente il più vicino al Maestro francese, che gli diede numerosi consigli.

Sotto l'influenza di Monet, Robinson dipinse diversi quadri con la tecnica impressionista tradizionale. Così, ad esempio, "Capri" si ispira probabilmente a "Falaises à Varengeville", "Pourville" e "Etretat".

A Giverny Robinson realizzò alcune delle sue opere migliori: paesaggi rurali, volti e figure femminili. "La Débâcle" (del 1892) è invece considerata un'opera della maturità.
Lasciata la Francia, ottenne un posto di insegnante alla "Brooklyn Art School". Fu in contatto con John Henry Twachtman e con Julian Alden Weir e passò del tempo alla "Cos Cob Art Colony", nel Connecticut. E fu proprio lì che poté dipingere una serie di marine al "Riverside Yacht Club".

Trascorse i corsi estivi a Napanoch (New York) presso le Catskill Mountains, da dove riportò alcuni paesaggi.
Robinson insegnò anche all' "Evelyn College" di Princeton, nel New Jersey, e alla "Pennsylvania Academy of Fine Arts" di Filadelfia.

Nel 1895 dipinse numerose tele nel Vermont e nel febbraio dell'anno seguente scrisse una lettera a Claude Monet, annunciandogli il suo ritorno in Francia.

Ma, con un micidiale attacco d'asma, la morte lo colse in aprile, a New York, a soli 43 anni. Fu sepolto a Evansville, la sua città natale.
Oggi i quadri di Theodore Robinson sono conservati al "Metropolitan Museum of Art" di New York, alla "Corcoran Gallery of Art" di Washington e all' "Art Institute" di Chicago.

## Altri progetti

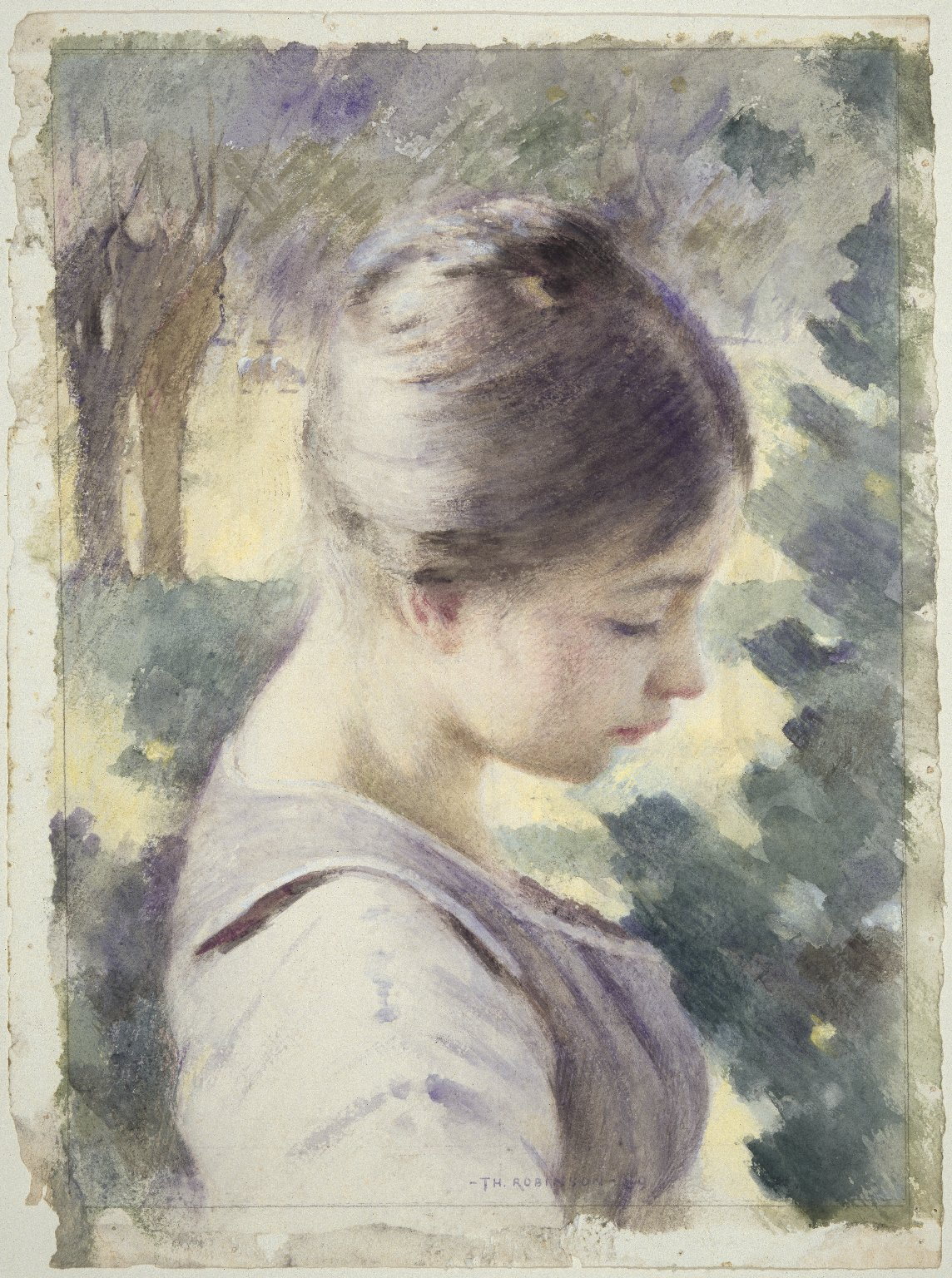
Testa di ragazza

## Galleria d'immagini

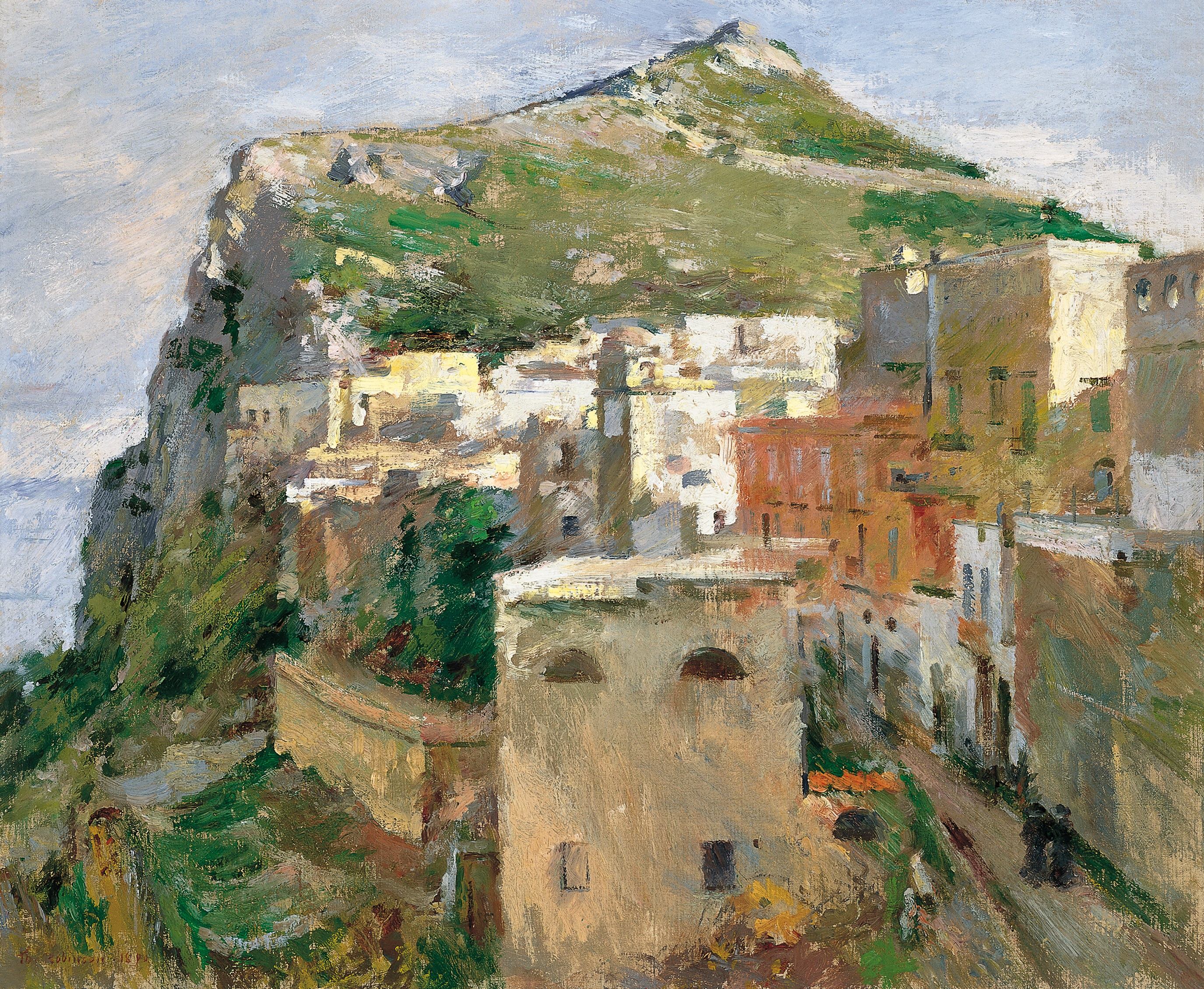
Capri
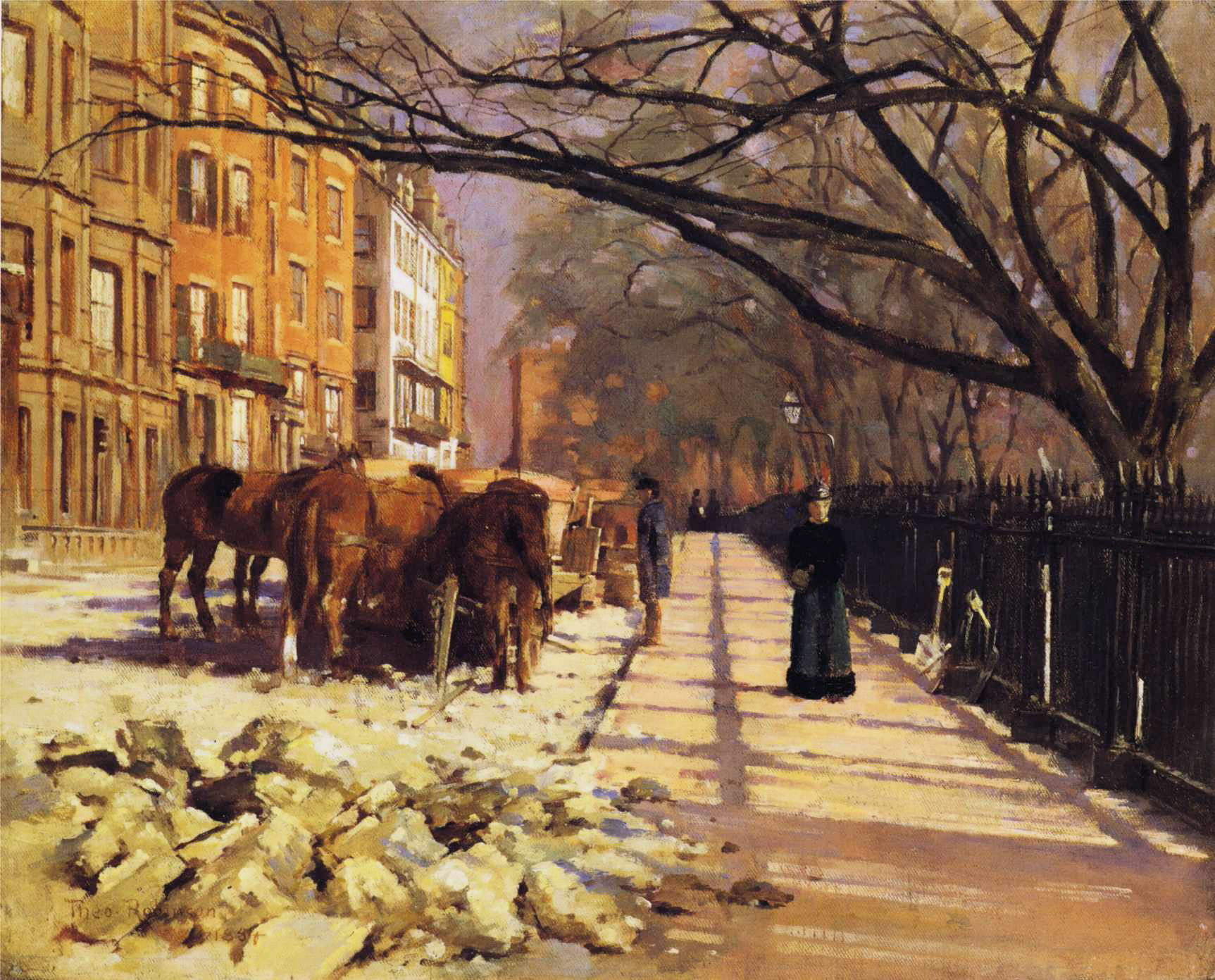
Beacon street a Boston
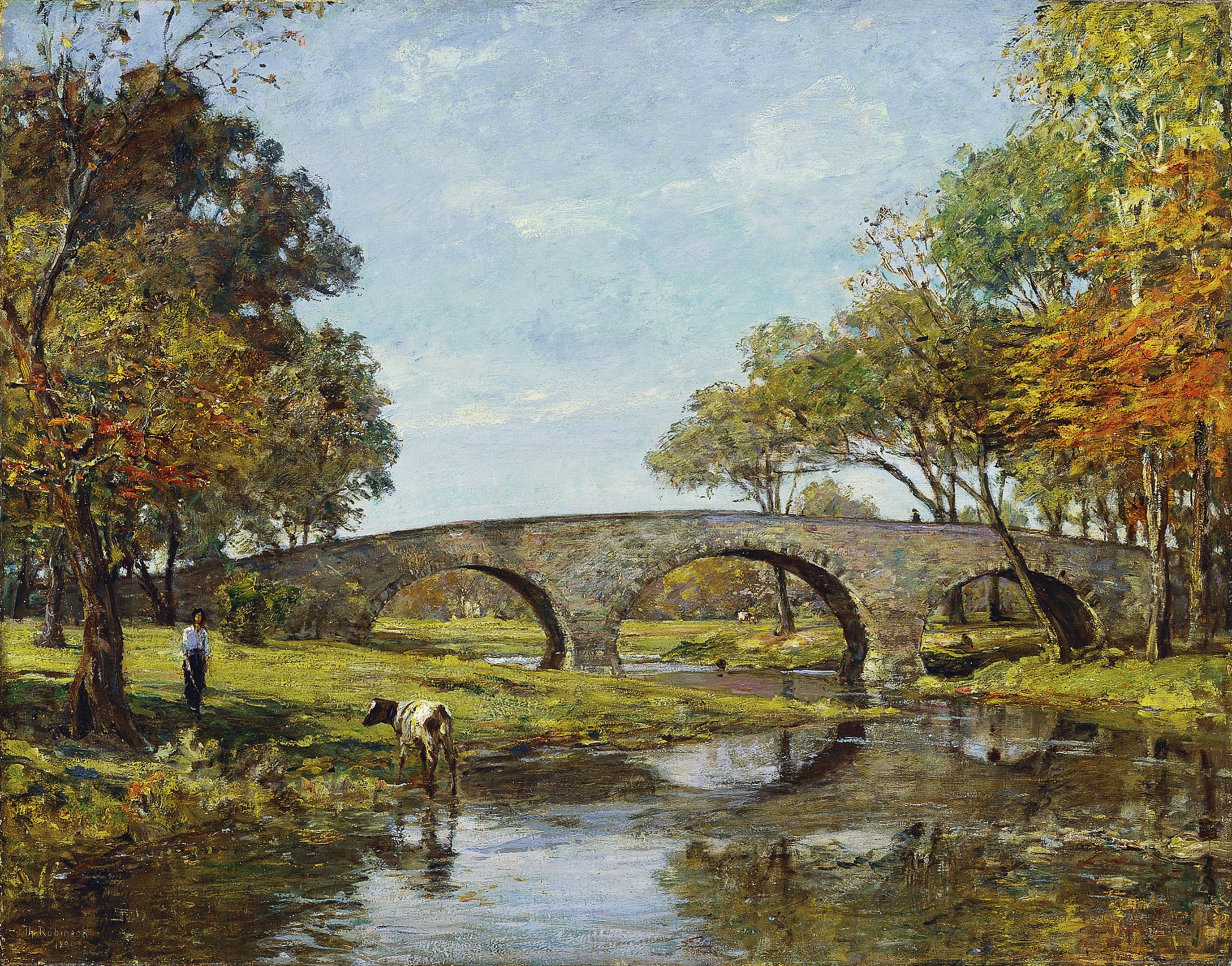
Il vecchio ponte
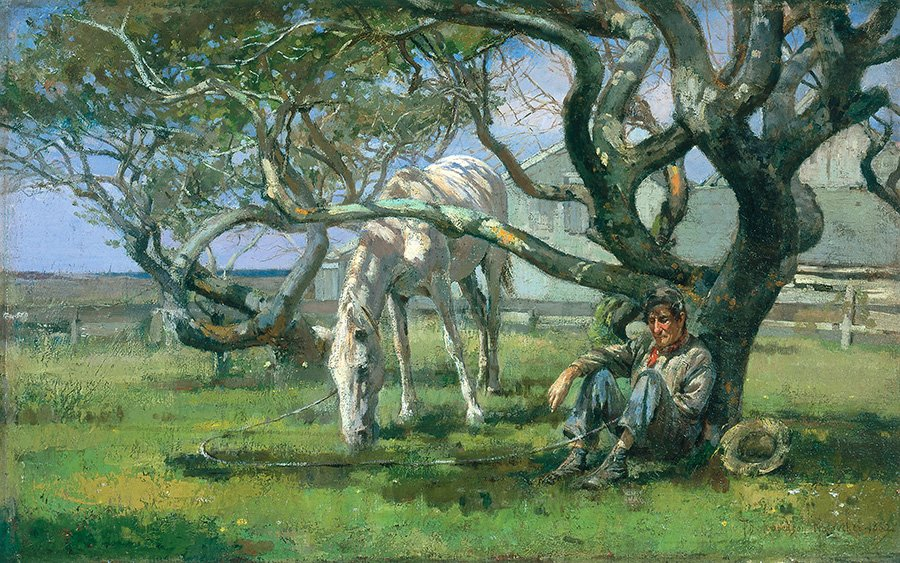
Nantucket
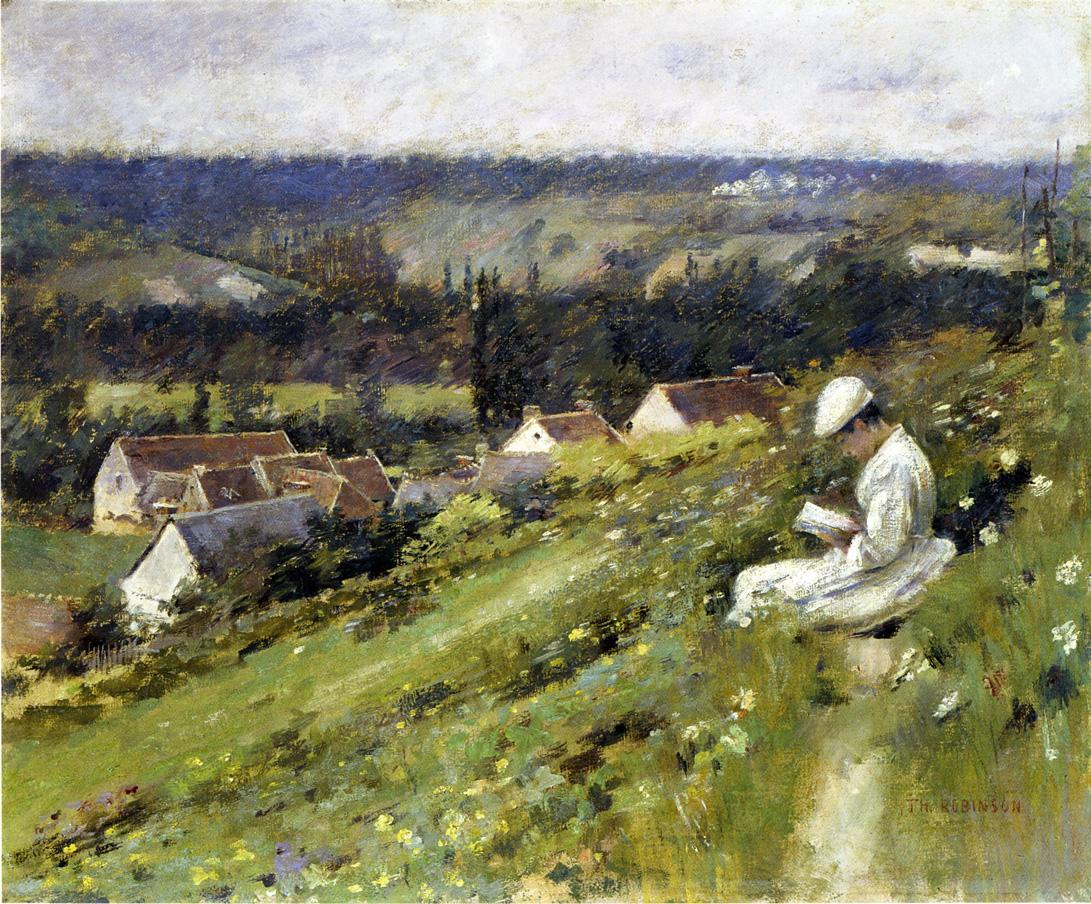
Val d'Arconville
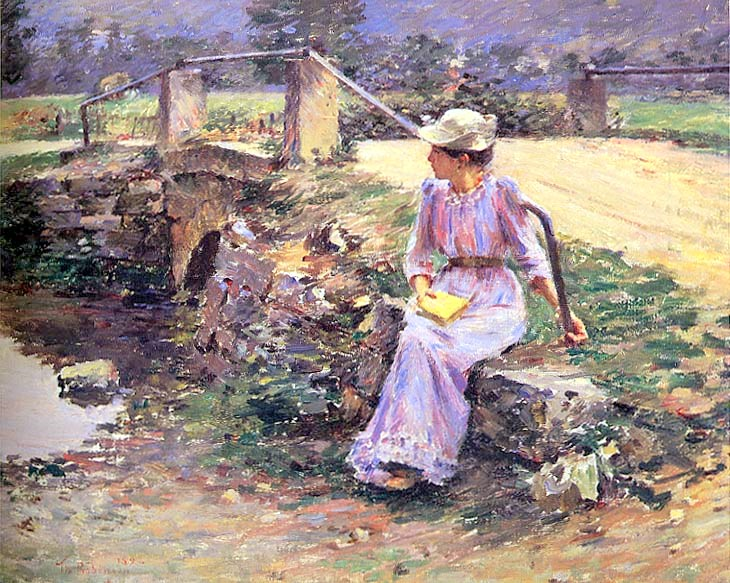
La Débâcle
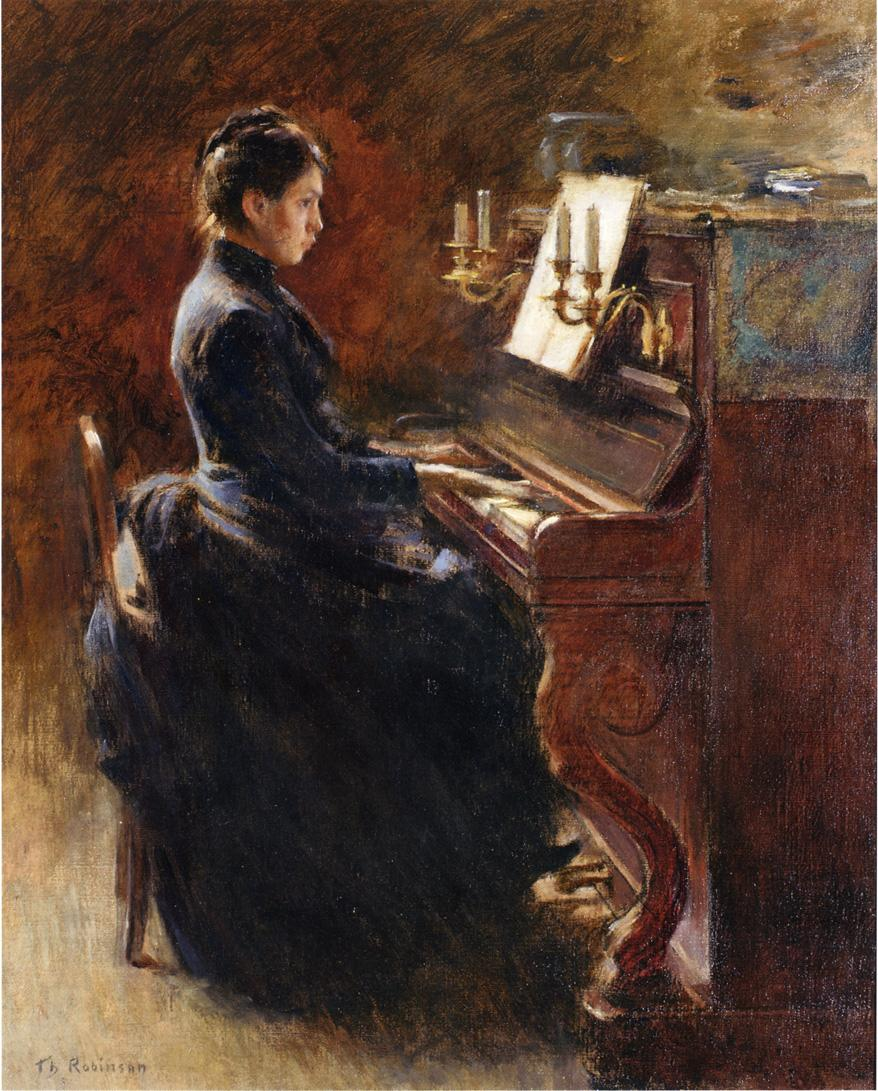
Ragazza al pianoforte
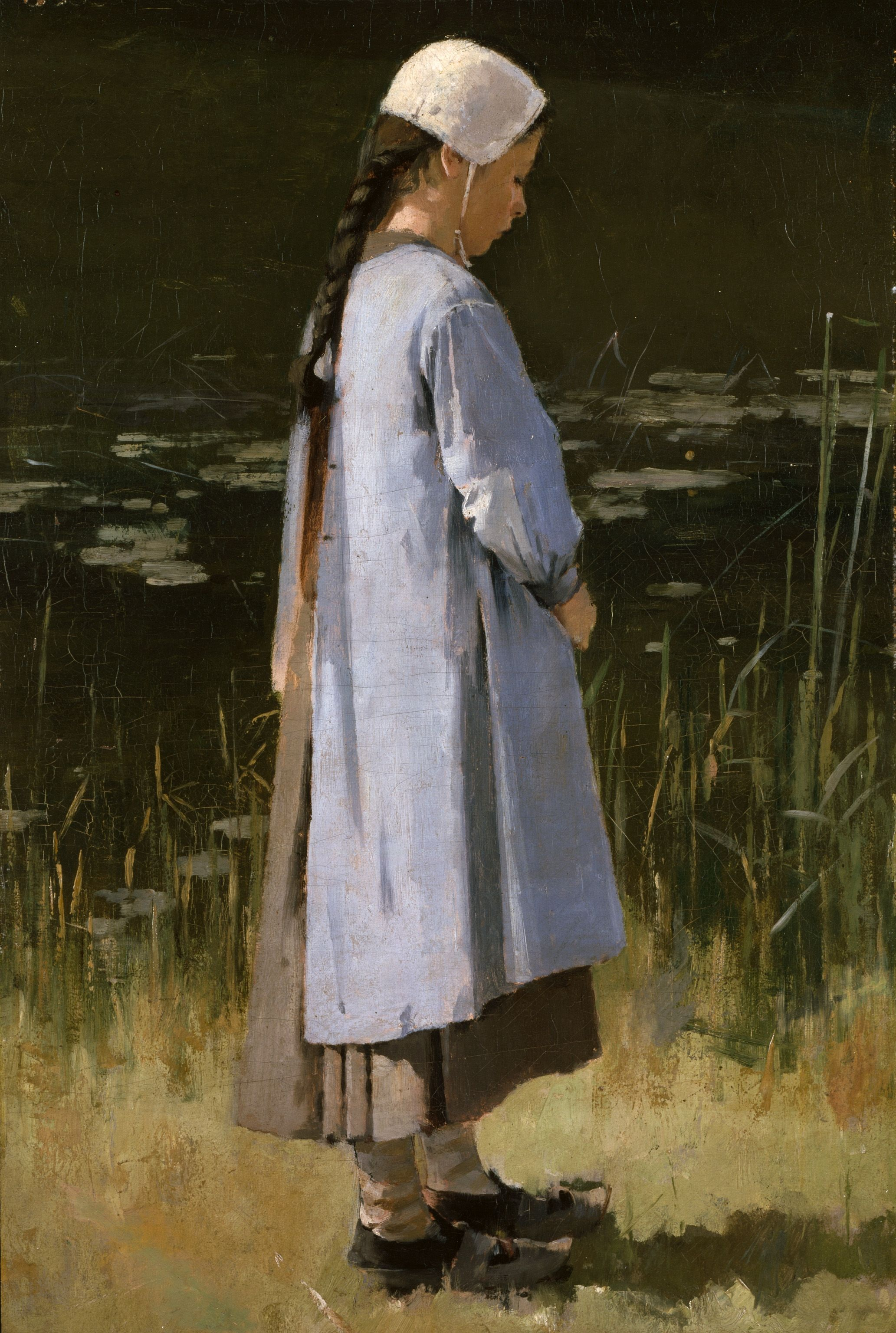
L'Angelus
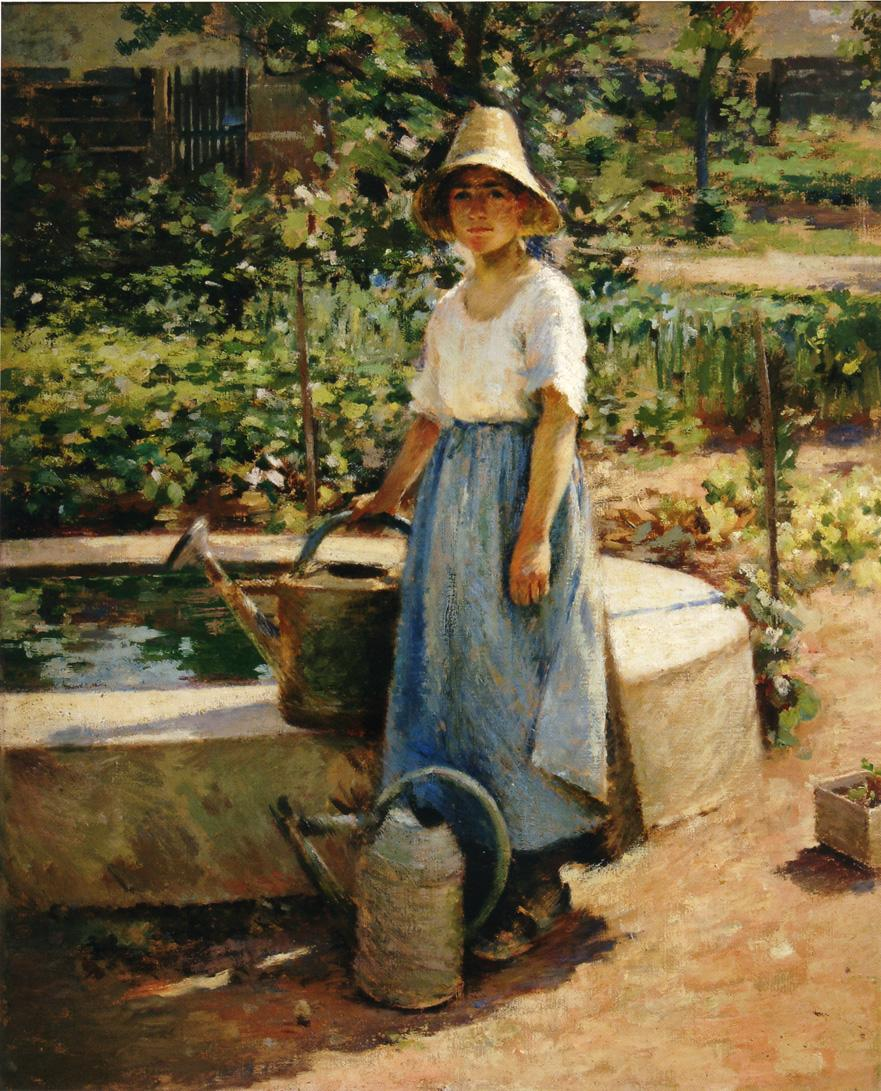
Alla fontana
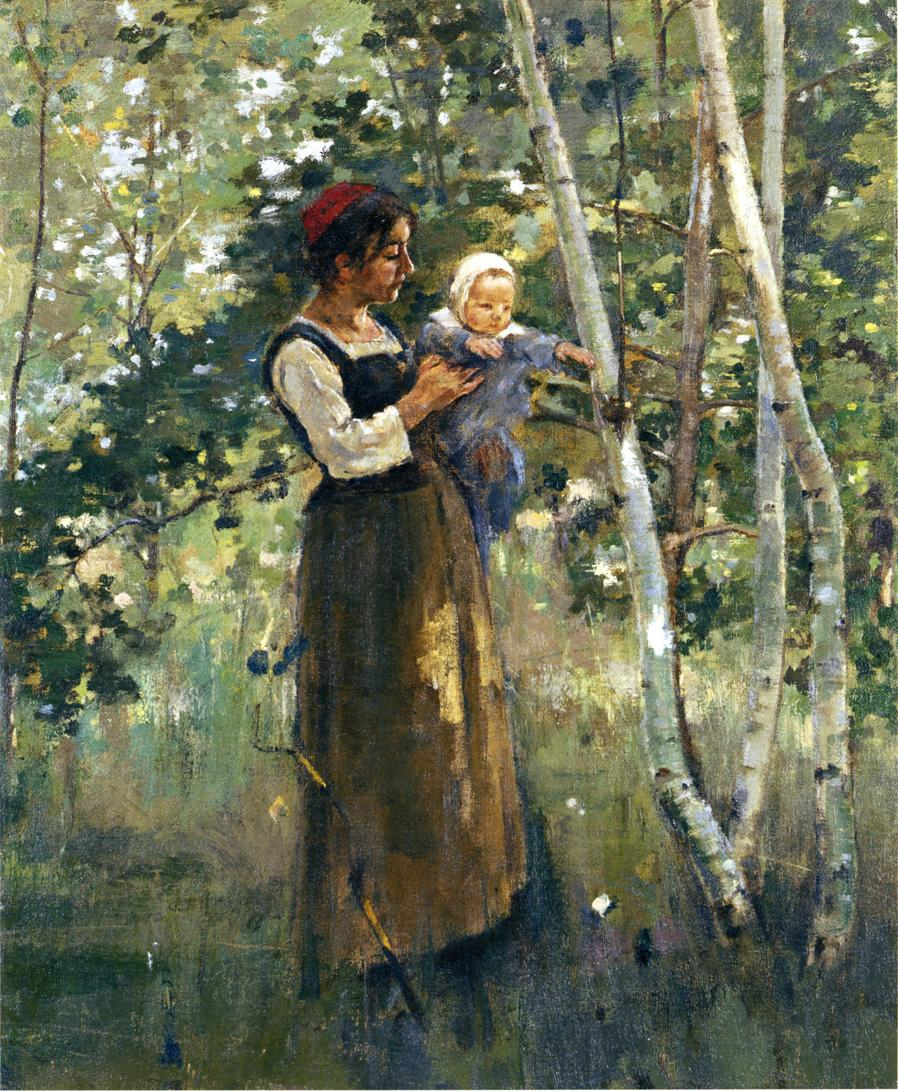
Madre e figlio
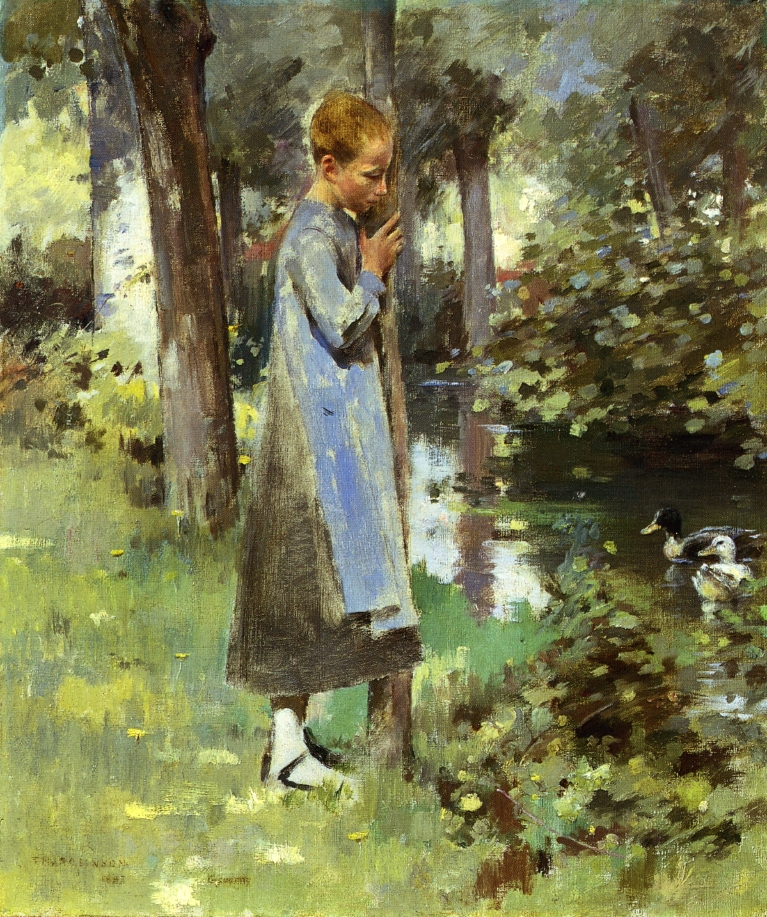
Presso il fiume
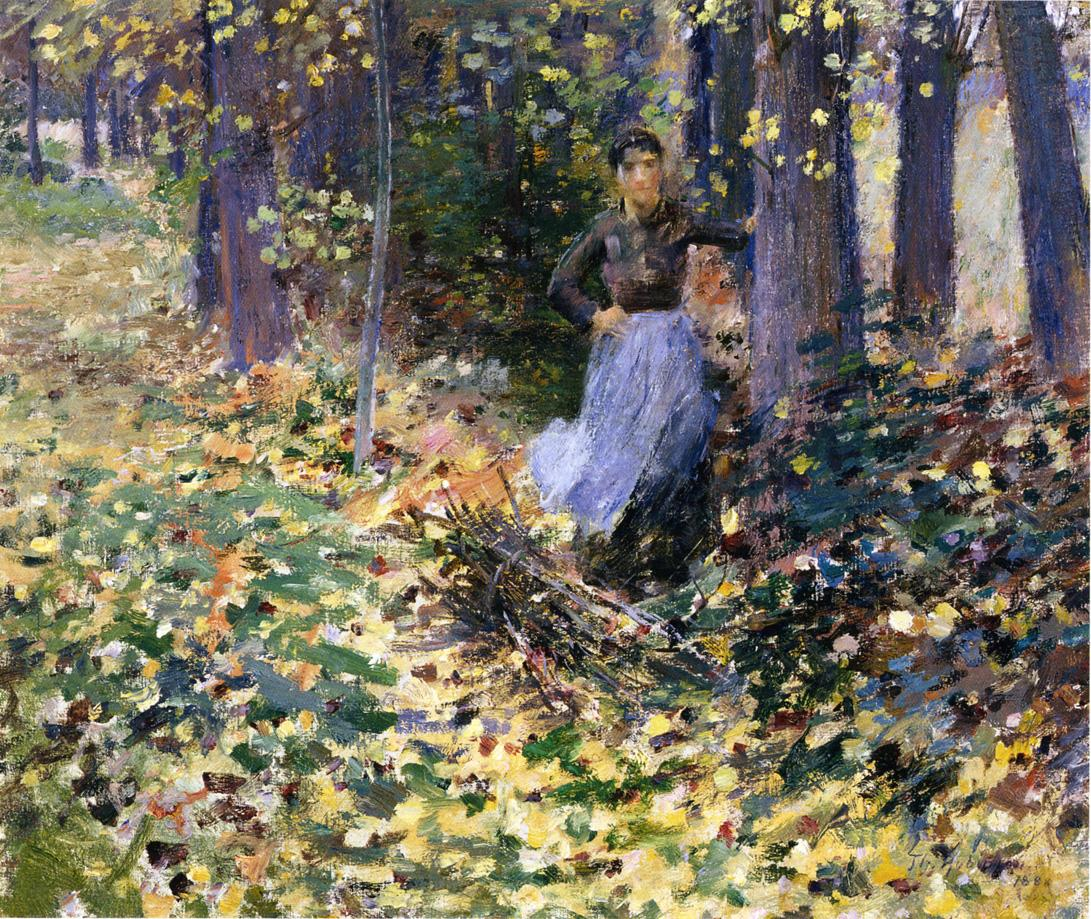
Luce d'autunno